# ۱۱۵۶ (میلادی)

## رویدادها
- فوریه: زمین‌لرزه شمال عراق. در ذیحجه سال ۵۵۰ (قمری)، زمین‌لرزه‌ای در شمال عراق و احتمالاً در ناحیه کوهستانی همسایه کردستان حس شد. بغداد در میان جاهایی است که گفته شده که زمین لرزه در آن حس شده است.